# Auditorium:Progetti
Auditorium:Progetti è un saggio di architettura dell'architetto Mario Palanti, edito dalla casa editrice A. Rizzoli & C., stampato nel 1935.

## Descrizione
Il volume di 33 pagine, stampate solo recto con 42 tavole in nero, analizza il progetto del Palanti per un auditorium nella città di Roma. Completo di descrizione degli spazi proposti, dell'acustica, e altre caratteristiche fisiche e decorative con progetti, dettagli, sezioni, viste, elevazioni e modelli. Trecento copie esistenti.